# Aleksandr Kibałko
Aleksandr Władimirowicz Kibałko (ros. Александр Владимирович Кибалко; ur. 25 października 1973 w Celinogradzie) – rosyjski łyżwiarz szybki, zdobywca Pucharu Świata.

## Kariera
Największe sukcesy w karierze Aleksandr Kibałko osiągnął w sezonie 2000/2001, kiedy zwyciężył w klasyfikacji końcowej Pucharu Świata na 1500 m. Wyprzedził wtedy bezpośrednio Norwega Ådne Søndråla oraz Rintje Ritsmę z Holandii. Pięciokrotnie stawał na podium zawodów PŚ, chociaż nigdy nie zwyciężył (dwukrotnie był drugi i trzykrotnie trzeci). W tej samej klasyfikacji był też między innymi czwarty w sezonie 2002/2003. Nigdy nie zdobył medalu na mistrzostwach świata; jego najlepszym wynikiem było czwarte miejsce w biegu na 1500 m podczas dystansowych mistrzostwach świata w Salt Lake City w 2001 roku. W walce o medal lepszy okazał się tam Holender Erben Wennemars. W tym samym roku był też piąty na mistrzostwach Europy w Baselga di Pinè i szósty na wielobojowych mistrzostwach świata w Budapeszcie. W 1998 roku wystartował na igrzyskach olimpijskich w Nagano, gdzie jego najlepszym wynikiem było 22. miejsce w biegu na 1500 m. Wynik ten powtórzył na rozgrywanych cztery lata później igrzyskach w Salt Lake City. Brał ponadto udział w igrzyskach olimpijskich w Turynie w 2006 roku, gdzie zajął 21. miejsce w biegu na 1000 m i piąte w biegu drużynowym. W 2006 roku zakończył karierę.